# Perti
Perti è una frazione del comune italiano di Finale Ligure, in provincia di Savona. In passato è stato comune autonomo.

## Storia
Il toponimo Perti è uno dei più antichi del Finalese: compare assieme a quello di Pia nel regolamento del dazio per i forestieri che andavano a vendere merci nel comune di Genova (1128). Perti indicava allora tutto lo sperone roccioso, che si erge a monte di Finalborgo e fu la sede di uno dei più antichi centri medievali abitati delle adiacenti valli del Pora e dell'Aquila. 
Le sue origini, però, risalgono all'epoca romana. Nei pressi dell'antica parrocchiale venne rinvenuto un frammento di un tegolone romano utilizzato in una fondazione di un muro medievale con altri frammenti di laterizi. Esso reca un'iscrizione funeraria graffita sulla superficie interna su quattro linee sormontate da un cristogramma costantiniano e sovrastanti una croce a bracci equilateri.
L'iscrizione recita:
Lucius Helvi/us (o Helvidius)....../ in pace Jesu / recessit die (?)/  VII id(us) Iul(ias) a(nnis o annorum) IX/ Mamertino et/ Nevitta co(n)s(ulibus)
(Lucio Elvio morì nella pace di Gesù il giorno settimo delle idi di luglio all'età di anni nove sotto il consolato di Mamertino e Nevitta), fa quindi esplicito riferimento ad un cristiano deceduto in giovane età, la cui fede oltre che nella simbologia delle croci è esplicitamente affermata nella locuzione "in pace Jesu". L'indicazione consolare ci permette di datare con esattezza l'evento al 9 luglio 362, questa epigrafe fornisce la più antica iscrizione cristiana datata nell'Italia nord-occidentale.e la più antica testimonianza della diffusione del Cristianesimo in Liguria.
Fra la fine del X e l'inizio dell'XI secolo vi vennero costruite la chiesa di Sant'Antonino, nei pressi delle rovine di un castrum bizantino e la chiesa di Sant'Eusebio, interessantissimi edifici proto-romanici, tuttora esistenti.
Fra la fine del XII secolo e i primi decenni del XIII, la località Govone, nel territorio di Perti, divenne sede di una caminata dei marchesi Del Carretto, che qui edificarono nei secoli successivi il castello Govone o Gavone, loro splendida residenza ed estremo rifugio dei marchesi di Finale durante le guerre con Genova.
Sul finire del XV secolo furono invece costruite la chiesa di Nostra Signora di Loreto, pregevole opera architettonica ispirata alla cappella Portinari di Milano, e la chiesa di San Sebastiano, fatta edificare dal cardinale Carlo Domenico Del Carretto.
L'attuale parrocchiale di Perti fu invece costruita a partire dal 1714, utilizzando in parte materiale proveniente dalla demolizione di Castel Gavone, ordinata dalla Repubblica di Genova, che nel 1713 aveva comperato il marchesato di Finale
Nel 1870 Perti, con regio decreto n. 5500 del 31 gennaio, venne aggregato al comune di Calice Ligure, ma poco dopo(nel 1877) divenne una frazione del comune di Finalborgo. Finché nel 1927 entrambi (Perti e Finalborgo) confluirono nel nuovo comune di Finale Ligure.